# باسم يوسف (عميل أف بي أي)
باسم يوسف (مواليد مصر) هو عميل ممتاز لمكتب التحقيقات الفدرالي الأمريكي، كان أعلى عميل أمريكي من أصل قبطي يعمل من قبل مكتب التحقيقات الفيدرالي.
اعتبارا من عام 2009 ، تولى المنصب رئيس وحدة في مكتب التحقيقات الفدرالي شعبة مكافحة الإرهاب. قبل توليه هذا المنصب، قام باسم يوسف بتنسيق التحقيق الوطني لمكافحة الإرهاب في الجماعة الإسلامية، المسؤولة عن أول تفجير لمركز التجارة العالمي.

## تولي المهمة
في 26 فبراير 1993 فوجئت أجهزة الأمن الأمريكية بوقوع تفجير في مبنى التجارة العالمي بنيويورك، مخلفًا وراءه 6 وفيات وأكثر من ألف مصاب، وذلك بفعل سيارة مفخخة كانت أمام البناية حينها، لتتجه أصابع الشك نحو القيادات الإسلامية المتواجدة في مختلف الولايات حينها، وعلى رأسهم الدكتور عمر عبدالرحمن. ظلت السلطات الأمريكية عاجزة عن الإيقاع بأي متهم لفترة، إلى أن وجدوا ضالتهم في المصري باسم يوسف، وهو المنضم لجهاز الـ«مكتب التحقيقات الفيدرالي» منذ عام 1988، ووقع اختيارهم عليه بسبب إجادته التحدث باللغة العربية، بحسب ما نشر في صحيفة الشرق الأوسط.
نجح «باسم» في تجنيد الضابط المصري عماد سالم للعمل لصالح الـ«FBI»، وزرعه ضمن الجماعات الإسلامية وأتباع الدكتور عمر عبد الرحمن، ليصبح لمكتب الاستخبارات الفيدرالية عين تكشف بها العالم السفلي للجماعات الإسلامية. واستطاع «عماد» الاندماج وسط أتباع عمر عبد الرحمن، وأصبح من رواد مسجد أبوبكر الصديق في «بروكلين» حسب ما دونه الكاتب السعودي جمال خاشقجي بصحيفة «الوسط»، واستغل «عماد» علاقته القوية بكل من عمر عبد الرحمن وإبراهيم الجبروني للإيقاع بهما، بعد أن تسبب للأخير في اتهام السلطات الأمريكية له بتهريب المسجون سيد نصير والتخطيط لتفجيرات نيويورك، بعد أن كانت تهمته الأساسية هي «تعطيل سير العدالة» فقط.
وروى «الجبروني» حسبما دوّن «خاشقجي»: «اتصل بي عماد بحجة أنه يريد أن يساعد في الدفاع عن سيد نصير، وكنت في ذلك الوقت متفرغًا تمامًا للجنة الدفاع عن السيد، وبالتالي كنت أرحب بكل من يمد لي يد المساعدة.، والحق أن عماد كان متحمسًا معنا ولم أدرك أنه كان يخدعنا». وبعد نجاح حيلة «عماد» في الإيقاع بـ«الجبروني» تحمس لإكمال مهامه الاستخباراتية مع الدكتور عمر عبد الرحمن، وبالفعل استغل المعاملة الطيبة من جانب الشيخ الكفيف وراحته في الحديث معه، ليوجه له أسئلة تتعلق بالولايات المتحدة الأمريكية في أحد الجلسات. حينها كانت إجابات الدكتور عمر عبد الرحمن تتمتع بصراحة كبيرة كونه يتحدث بأريحية مع أحد أعضاء الجالية الإسلامية في نيويورك، لكن كانت المفاجأة في أن «عماد» يسجل كل كلمة يتفوه بها الشيخ الكفيف، لتصبح هذ الشهادة في قبضة مكتب التحقيقات الفيدرالي. بهذا الشكل تمكن الضابط المصري، المتعاون مع مكتب التحقيقات الفيدرالي في الإيقاع بالدكتور عمر عبد الرحمن، وبالفعل تمت محاكمة الأخير، حتى صدر القرار بسجنه مدى الحياة في يناير 1996. بعد هذا الصراع الاستخباراتي الطويل كرم مكتب التحقيقات الفيدرالي ضابطها المصري الأمريكي باسم يوسف، وحصل على وسام «الخدمة المتميزة» حسب المنشور بصحيفة «الشرق الأوسط»، وهو الأعلى درجة من الأوسمة التي يمنحها الجهاز، بعد نجاحه في زرع الجاسوس عماد سالم الذي أوقع القيادات الإسلامية المتورطة في تفجير نيويورك.
بعد حصوله على جائزة DCI ، تم اختياره من قبل مدير مكتب التحقيقات الفدرالي السابق لويس فريه لرئاسة المكتب الخارجي لمكتب التحقيقات الفدرالي المسؤول عن المملكة العربية السعودية ودول الخليج المجاورة، بما في ذلك الإمارات العربية المتحدة والكويت وعُمان واليمن والبحرين وقطر. أشاد التفتيش الداخلي لمكتب التحقيقات الفدرالي لهذا المكتب، الذي أجري في عام 2000، بأداء يوسف. يتم الحفاظ على سرية تقارير التفتيش داخل مكتب التحقيقات الفيدرالي، ويتم تكليفها بتحديد المشاكل في البرامج المختلفة.
وفقًا لتقرير مكتب التحقيقات الفيدرالي تمت صياغته في عام 2000 ، في غضون ثلاثة أشهر من وصوله إلى المملكة العربية السعودية، «أدت جهود يوسف إلى إقامة اتصالات مباشرة مع كبار المسؤولين في المباحث جهاز الأمن السعودي الذي لم يكن متاحًا في السابق لموظفي السفارة الأمريكية.» كانت هذه الاتصالات حاسمة في إقامة أول اجتماع على الإطلاق بين مدير مكتب التحقيقات الفدرالي آنذاك لويس فريه والمسؤولين السعوديين.

## المبلغين
في يوليو 2006 ، خلص مكتب المسؤولية المهنية بوزارة العدل إلى أن مكتب التحقيقات الفيدرالي قد انتقم بشكل غير قانوني من يوسف لأنه زُعم أنه كشف عن مخالفات لمدير مكتب التحقيقات الفيدرالي وعضو في الكونجرس.

## وصلات خارجية
- مكتب التحقيقات الفدرالي المبلغين يجيب على أسئلة في فيلادلفيا
- معلومات باسم يوسف في المركز الوطني للمبلغين عن المخالفات
- NBC Nightly news
- https://www.npr.org/about/press/archives.html
- https://abcnews.go.com/TheLaw/DOJ/story?id=4905061&page=1
- https://www.usatoday.com/news/washington/2008-01-12-fbi-whistleblower_N.htm
- https://www.washingtonpost.com/wp-dyn/content/article/2008/01/11/AR2008011103665.html